# Pyura elongata
Pyura elongata är en sjöpungsart som beskrevs av Takasi Tokioka 1952. Pyura elongata ingår i släktet Pyura och familjen lädermantlade sjöpungar. Inga underarter finns listade i Catalogue of Life.